# Verwaltungsgemeinschaft Rothenburg/Oberlausitz
Die Verwaltungsgemeinschaft Rothenburg/Oberlausitz (amtlich Verwaltungsgemeinschaft Rothenburg/O.L.) ist eine sächsische Verwaltungsgemeinschaft im Landkreis Görlitz. Sie liegt im Nordosten des Landkreises, rund 25 km nördlich der Kreisstadt Görlitz und etwa 13 km östlich der Stadt Niesky. Im Osten grenzt das Verwaltungsgebiet mit der Lausitzer Neiße an Polen. Die Landschaft wird geprägt durch ausgedehnte Wälder. Die Stadt Rothenburg war zu DDR-Zeiten bekannt durch den nahegelegenen Flugplatz Rothenburg/Görlitz.

## Die Gemeinden mit ihren Ortsteilen
- Rothenburg/Oberlausitz mit den Ortsteilen Stadt Rothenburg mit Noes und Bleiche, Steinbach, Lodenau, Neusorge, Bremenhain, Dunkelhäuser, Geheege, Nieder-Neundorf und Uhsmannsdorf
- Hähnichen mit den Ortsteilen Hähnichen, Quolsdorf, Spree und Trebus